# 雷德巴特里斯峰
76°49′S 162°21′E / 76.817°S 162.350°E
雷德巴特里斯峰（Red Buttress Peak），是南極洲的山峰，位於維多利亞地的斯科特海岸，處於本森冰川和亨特冰川之間，海拔高度1,060米，在1957年由英聯邦探險隊繪入地圖和命名，現時由南極條約體系管理。